# Luciana Bertolini
Luciana Sílvia de Souza Reis Marchini (Belo Horizonte, 30 de março de 1985), também conhecida pelo nome artístico de Luciana Bertolini, é uma modelo e apresentadora brasileira. Foi a Miss Brasil Mundo 2009 e também semifinalista do Miss Mundo.

## Biografia
Luciana Bertolini foi eleita com extrema elegância no concurso miss Brasil Mundo em 2009 e chegou ao top 10 do Miss Mundo daquele ano, realizado na África do Sul que contou com 112 candidatas.
Luciana é a irmã mais nova de Adriana Reis, Miss Fotogênica e semifinalista do Miss Mundo 1998.  Luciana, apesar de nascer em Minas Gerais, representou Roraima no Miss Mundo Brasil 2009, igual a sua irmã, só que a mesma representou Rondônia. Luciana é casada com o pastor e apresentador Maurício Marchini.
Luciana Apresentou o programa De Tudo Um Pouco da Rede Super, junto com seu marido Maurício Marchini.

## Miss Mundo 2009
No Miss Mundo 2009 ocorrido em Johannesburg, África do Sul, Luciana figurou apenas entre as dezesseis semifinalistas, apesar de bancas de apostas apontar um certo favoritismo para a candidata brasileira.

## Títulos
Miss Belo Horizonte 2008, miss Ouro Preto 2009, semifinalista Miss Minas Gerais 2008 e 2009, miss Brasil Mundo 2009, semifinalista do Miss Mundo 2009.

## Ligações Externas
- Twitter Oficial